# Liste der Nummer-eins-Country-Alben in den USA (2001)
Dies ist eine Liste der Nummer-eins-Alben in den von Billboard ermittelten Verkaufscharts für Country-Alben in den USA im Jahr 2001. In diesem Jahr gab es dreizehn Nummer-eins-Alben.

| ← 2000 ← | Liste der Nummer-eins-Country-Alben in den USA | Liste der Nummer-eins-Country-Alben in den USA | Liste der Nummer-eins-Country-Alben in den USA | 2002 →                    |
| \| Zeitraum \| Wo. ges. \| Interpret \| Titel \| Zusätzliche Informationen \| \| (Zeitraum, Wochen auf Platz eins, Interpret, Titel, zusätzliche Informationen) \| \| \| \| \| \| ------------------------------------------------------------------------------ \| -------- \| ---------------------------------- \| -------------------------------------------- \| ------------------------- \| \| 30. Dezember 2000 – 9. Februar 2001 6 Wochen (insgesamt 9) \| 9 \| Tim McGraw \| Greatest Hits[1] \| — \| \| 10. Februar 2001 – 16. Februar 2001 1 Woche (insgesamt 7) \| 7 \| Original Motion Picture Soundtrack \| Coyote Ugly[2] \| — \| \| 17. Februar 2001 – 23. Februar 2001 1 Woche (insgesamt 1) \| 1 \| LeAnn Rimes \| I Need You[3] \| — \| \| 24. Februar 2001 – 27. April 2001 9 Wochen (insgesamt 9) \| 9 \| Original Motion Picture Soundtrack \| O Brother, Where Art Thou?[4] \| — \| \| 28. April 2001 – 4. Mai 2001 1 Woche (insgesamt 8) \| 8 \| Original Motion Picture Soundtrack \| Coyote Ugly \| — \| \| 5. Mai 2001 – 11. Mai 2001 1 Woche (insgesamt 1) \| 1 \| Brooks & Dunn \| Steers & Stripes[5] \| — \| \| 12. Mai 2001 – 22. Juni 2001 6 Wochen (insgesamt 6) \| 6 \| Tim McGraw \| Set This Circus Down[6] \| — \| \| 23. Juni 2001 – 29. Juni 2001 1 Woche (insgesamt 1) \| 1 \| Trisha Yearwood \| Inside Out[7] \| — \| \| 30. Juni 2001 – 13. Juli 2001 2 Wochen (insgesamt 11) \| 11 \| Original Motion Picture Soundtrack \| O Brother, Where Art Thou? \| — \| \| 14. Juli 2001 – 20. Juli 2001 1 Woche (insgesamt 1) \| 1 \| Lonestar \| I'm Already There[8] \| — \| \| 21. Juli 2001 – 14. September 2001 8 Wochen (insgesamt 19) \| 19 \| Original Motion Picture Soundtrack \| O Brother, Where Art Thou? \| — \| \| 15. September 2001 – 21. September 2000 1 Woche (insgesamt 1) \| 1 \| Toby Keith \| Pull My Chain[9] \| — \| \| 22. September 2001 – 5. Oktober 2001 2 Wochen (insgesamt 21) \| 21 \| Original Motion Picture Soundtrack \| O Brother, Where Art Thou? \| — \| \| 6. Oktober 2001 – 26. Oktober 2001 3 Wochen (insgesamt 3) \| 3 \| Martina McBride \| Greatest Hits[10] \| — \| \| 27. Oktober 2001 – 9. November 2001 2 Wochen (insgesamt 23) \| 23 \| Original Motion Picture Soundtrack \| O Brother, Where Art Thou? \| — \| \| 10. November 2001 – 16. November 2001 1 Woche (insgesamt 1) \| 1 \| Reba McEntire \| Greatest Hits Volume III: I'm a Survivor[11] \| — \| \| 17. November 2001 – 23. November 2001 1 Woche (insgesamt 24) \| 24 \| Original Motion Picture Soundtrack \| O Brother, Where Art Thou? \| — \| \| 24. November 2001 – 30. November 2001 1 Woche (insgesamt 1) \| 1 \| George Strait \| The Road Less Traveled[12] \| — \| \| 1. Dezember 2001 – 28. Dezember 2001 4 Wochen (insgesamt 4) \| 4 \| Garth Brooks \| Scarecrow[13] \| — \| |                                                |                                                |                                                |                           |
| ← 2000 |                                                |                                                |                                                | → 2002 →                  |
| Zeitraum | Wo. ges.                                       | Interpret                                      | Titel                                          | Zusätzliche Informationen |
| (Zeitraum, Wochen auf Platz eins, Interpret, Titel, zusätzliche Informationen) |                                                |                                                |                                                |                           |
| 30. Dezember 2000 – 9. Februar 2001 6 Wochen (insgesamt 9) | 9                                              | Tim McGraw                                     | Greatest Hits                                  | —                         |
| 10. Februar 2001 – 16. Februar 2001 1 Woche (insgesamt 7) | 7                                              | Original Motion Picture Soundtrack             | Coyote Ugly                                    | —                         |
| 17. Februar 2001 – 23. Februar 2001 1 Woche (insgesamt 1) | 1                                              | LeAnn Rimes                                    | I Need You                                     | —                         |
| 24. Februar 2001 – 27. April 2001 9 Wochen (insgesamt 9) | 9                                              | Original Motion Picture Soundtrack             | O Brother, Where Art Thou?                     | —                         |
| 28. April 2001 – 4. Mai 2001 1 Woche (insgesamt 8) | 8                                              | Original Motion Picture Soundtrack             | Coyote Ugly                                    | —                         |
| 5. Mai 2001 – 11. Mai 2001 1 Woche (insgesamt 1) | 1                                              | Brooks & Dunn                                  | Steers & Stripes                               | —                         |
| 12. Mai 2001 – 22. Juni 2001 6 Wochen (insgesamt 6) | 6                                              | Tim McGraw                                     | Set This Circus Down                           | —                         |
| 23. Juni 2001 – 29. Juni 2001 1 Woche (insgesamt 1) | 1                                              | Trisha Yearwood                                | Inside Out                                     | —                         |
| 30. Juni 2001 – 13. Juli 2001 2 Wochen (insgesamt 11) | 11                                             | Original Motion Picture Soundtrack             | O Brother, Where Art Thou?                     | —                         |
| 14. Juli 2001 – 20. Juli 2001 1 Woche (insgesamt 1) | 1                                              | Lonestar                                       | I'm Already There                              | —                         |
| 21. Juli 2001 – 14. September 2001 8 Wochen (insgesamt 19) | 19                                             | Original Motion Picture Soundtrack             | O Brother, Where Art Thou?                     | —                         |
| 15. September 2001 – 21. September 2000 1 Woche (insgesamt 1) | 1                                              | Toby Keith                                     | Pull My Chain                                  | —                         |
| 22. September 2001 – 5. Oktober 2001 2 Wochen (insgesamt 21) | 21                                             | Original Motion Picture Soundtrack             | O Brother, Where Art Thou?                     | —                         |
| 6. Oktober 2001 – 26. Oktober 2001 3 Wochen (insgesamt 3) | 3                                              | Martina McBride                                | Greatest Hits                                  | —                         |
| 27. Oktober 2001 – 9. November 2001 2 Wochen (insgesamt 23) | 23                                             | Original Motion Picture Soundtrack             | O Brother, Where Art Thou?                     | —                         |
| 10. November 2001 – 16. November 2001 1 Woche (insgesamt 1) | 1                                              | Reba McEntire                                  | Greatest Hits Volume III: I'm a Survivor       | —                         |
| 17. November 2001 – 23. November 2001 1 Woche (insgesamt 24) | 24                                             | Original Motion Picture Soundtrack             | O Brother, Where Art Thou?                     | —                         |
| 24. November 2001 – 30. November 2001 1 Woche (insgesamt 1) | 1                                              | George Strait                                  | The Road Less Traveled                         | —                         |
| 1. Dezember 2001 – 28. Dezember 2001 4 Wochen (insgesamt 4) | 4                                              | Garth Brooks                                   | Scarecrow                                      | —                         |